# ペルオキシダーゼ

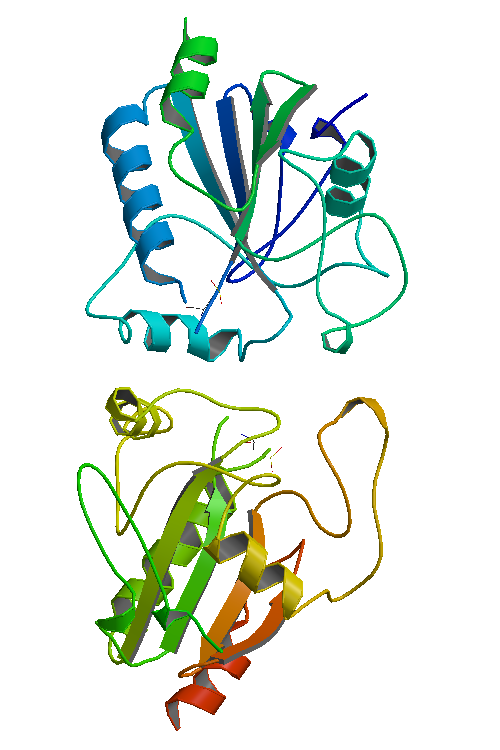
グルタチオンペルオキシダーゼ 1

ペルオキシダーゼ (peroxidase, EC番号 1.11.1.x) は、ペルオキシド構造を酸化的に切断して2つのヒドロキシル基に分解する酵素である。
{\displaystyle {\ce {ROOR'\ +}}}電子供与体{\displaystyle {\ce {(2{\mathit {e}}^{-})\ +2H^{+}->ROH\ +R'OH}}}
という反応を触媒する。活性部位にヘムを補因子として含んでいたり、酸化還元活性を持つシステインやセレノシステインを持つことが多い。

## 基質特異性
過酸化水素を基質とするものが多いが、過酸化脂質など有機過酸化物に対する活性が強いものもある。
基質特異性は、酵素によって異なる。例えば 西洋ワサビペルオキシダーゼ（Horseradish peroxidase, HRP）の場合、いろいろな有機化合物が電子供与体や受容体として働く。これは、活性部位が酵素の外から近づきやすい場所にあり、多くの物質が反応できるからである。一方、シトクロムcペルオキシダーゼ は、電子供与体としてシトクロムc を選択的に用いる。これは、活性部位が立体的に遮蔽された場所にあり、他の分子は十分に近づけないからである。なお、シトクロムcペルオキシダーゼは可溶性で精製しやすいので、シトクロムc酸化酵素のモデルとして研究されている。

## 生体内での役割
ミトコンドリアの電子伝達系では、スーパーオキシドアニオン(O2-)などの活性酸素種が常に発生している。活性酸素は生体分子を破壊し有害であるため、防御機構が存在する。スーパーオキシドアニオンは、まずスーパーオキシドディスムターゼ(SOD) によって過酸化水素に変換され、ペルオキシダーゼによって無害な水に分解される。
機構の詳細は分かっていないが、ペルオキシダーゼは植物の感染防御に関与している。
グルタチオンペルオキシダーゼはセレノシステインを含む酵素である。グルタチオンを電子供与体として用い、過酸化水素だけでなく有機過酸化物にも作用し、酸化ストレスから生体を守っている。
ハロペルオキシダーゼも典型的なペルオキシダーゼである。この酵素は活性化ハロゲン種を生成し、その結果、有機化合物がハロゲン化される。

## 応用
西洋ワサビペルオキシダーゼは、組織学における染色（酵素抗体法）や、ELISAなどの分析化学実験において、標識物質として用いられている。上記のように基質特異性が広い西洋ワサビペルオキシダーゼを使って、テトラメチルベンジジンなどの色素前駆体を分解させ、分解物の着色を検出するのである。西洋ワサビペルオキシダーゼは分子量も小さいため、抗体に結合させて利用できる。
ペルオキシダーゼは、工業排水の処理に利用できる。例えば、重要な汚染物質であるフェノールは、西洋ワサビペルオキシダーゼによって多量体化して除去することができる。フェノールがフェノキシラジカルへ酸化され、これが多量体化するのである。多量体化したフェノールは単量体よりも毒性が低い。
ペルオキシダーゼを激しい反応条件や反応剤の代わりにすることもできる。接着剤・コンピューターのチップ・車の部品・ドラム缶や缶の内張りなどの生産過程で、ペルオキシダーゼを使用する研究も盛んである。